# 트랜잭셔널 NTFS
트랜잭셔널 NTFS(Transactional NTFS, 약어로 TxF)는 윈도우 비스타에 도입되었으며 이후 버전의 마이크로소프트 윈도우 운영 체제에 있는 구성 요소로, NTFS 파일 시스템에 원자성 트랜잭션 개념을 도입하여 윈도우 응용 프로그램 개발자가 보장된 파일 출력 루틴을 작성할 수 있도록 한다. 완전히 성공하거나 완전히 실패한다. 시스템 복원, 작업 스케줄러, 윈도우 업데이트를 포함한 주요 운영 체제 구성 요소는 안정성을 위해 TxF를 사용한다. 윈도우 비스타를 개발하는 동안 WinFS도 파일 저장을 위해 TxF를 사용했다.
개발자가 응용 프로그램 개발의 일부로 고려해야 하는 복잡성과 다양한 차이로 인해 마이크로소프트는 TxF를 더 이상 사용하지 않으며 향후 윈도우 버전에서 제거될 수 있다고 밝혔다. 마이크로소프트는 개발자가 향후 윈도우 버전에서는 사용할 수 없는 트랜잭셔널 NTFS API 플랫폼을 채택하는 대신 대안을 사용하여 조사할 것을 강력히 권장했다.